# Forschungsinstitut für weltraumbezogene technische Physik Lanzhou
Das Forschungsinstitut für weltraumbezogene technische Physik Lanzhou (chinesisch 蘭州空間技術物理研究所 / 兰州空间技术物理研究所, Pinyin Lánzhōu Kōngjiān Jìshù Wùlǐ Yánjiūsuǒ, englisch Lanzhou Institute of Physics bzw. LIP), auch bekannt als „Institut 510“ (五一〇所), ist eine Einrichtung der Chinesischen Akademie für Weltraumtechnologie im  Stadtbezirk Chengguan von Lanzhou, Provinz Gansu, die sich schwerpunktmäßig mit Vakuumtechnik, Kryotechnik und Ionenantrieben für Raumflugkörper befasst.

## Geschichte
Das Forschungsinstitut für weltraumbezogene technische Physik war ursprünglich eine Einrichtung der am 2. Februar 1959 gegründeten Zweigakademie Lanzhou der Chinesischen Akademie der Wissenschaften (中国科学院兰州分院), die für Biologie, vor allem aber auch für Geologie und Bodenschätze in der nordwestlichen Provinz Gansu zuständig war. Im Jahr 1961 organisierte die damalige Staatskommission für Wissenschaft und Technologie eine Informationsreise einer Wissenschaftlerdelegation durch Osteuropa. Dabei kamen die Wissenschaftler zu der Ansicht, dass es beim wirtschaftlichen Aufbau eines Landes breite Anwendungsmöglichkeiten für Vakuumtechnik gab, sie wäre eine wichtige Stütze bei der Modernisierung der Industrie. Nach ihrer Rückkehr schlug die Delegation vor, dass in China eine Forschungseinrichtung für Vakuumwissenschaft und -technik geschaffen werden sollte.
Daraufhin beschloss die Akademie der Wissenschaften im Januar 1962, die Abteilung für Vakuumtechnik des in Lanzhou angesiedelten Physiklabors des Forschungsinstituts für Erdöl Dalian mit dem Forschungsinstitut für technische Physik zu vereinigen und daraus das Physikalische Forschungsinstitut der Chinesischen Akademie der Wissenschaften Lanzhou (中国科学院兰州物理研究所) unter der Leitung des Vakuumphysikers Jin Jianzhong (金建中, 1919–1989) zu bilden. 
Dies gilt heute als das Gründungsdatum des Instituts, es war die erste Einrichtung Chinas, die sich speziell mit Erforschung und technischen Aspekten des Vakuums befasste.
Nach der Gründung des Instituts fungierte Jin Jianzhong als dessen stellvertretender Leiter.
Zu dieser Zeit litt China noch stark unter den wirtschaftlichen Folgen des Großen Sprungs nach vorn; bei der Wissenschaft musste gespart werden. Daher wurden am 9. April 1962 die Zweigakademien in Gansu, Ningxia, Shaanxi und Qinghai als Verwaltungseinheiten aufgelöst und ihre Institute unter dem Dach der neugegründeten Zweigakademie Nordwest der Chinesischen Akademie der Wissenschaften (中国科学院西北分院) vereinigt.
Ab Januar 1965 arbeitete das Ingenieurbüro für Satellitenbau der Chinesischen Akademie der Wissenschaften in Peking an der Entwicklung des Satelliten, der später als Dong Fang Hong I bekannt werden sollte. Um weitere Institute einzubinden und Kompetenzen zu bündeln, schlug Feldmarschall Nie Rongzhen, Vizepremierminister und Vorsitzender der Kommission der chinesischen Volksbefreiungsarmee für Wissenschaft und Technik in der Landesverteidigung, dem Staatsrat der Volksrepublik China Anfang 1967 in einer schriftlichen Eingabe vor, eine Akademie für Weltraumtechnologie zu schaffen. Diesem Antrag wurde schließlich stattgegeben und am 20. Februar 1968 aus insgesamt 13 Forschungsinstituten und feinmechanischen Fabriken die Chinesische Akademie für Weltraumtechnologie mit Sitz in Peking gegründet. Neben dem Ingenieurbüro für Satellitenbau war das Physikalische Forschungsinstitut Lanzhou eine der beteiligten Institutionen, es war dafür zuständig, den Satelliten und seine geplanten Nachfolger für das Vakuum und die Kälte im Weltraum geeignet zu machen.
Im Jahr 1974 schlug Jin Jianzhong, trotz Kulturrevolution immer noch stellvertretender Leiter des Physikalischen Forschungsinstituts, vor, Forschungen zu elektrischen Antrieben für Raumflugkörper zu beginnen. Das Prinzip des Ionenantriebs war bereits 1923 von Hermann Oberth vorgestellt worden, und 1959 hatte der amerikanische Physiker Harold R. Kaufman (1926–2018) das erste funktionsfähige Ionentriebwerk gebaut, das 1964 bei einem Suborbitalflug (Space Electric Rocket Test-1) und 1970 bei SERT-2 im Orbit getestet wurde.
Die prinzipielle Machbarkeit war also erwiesen. In der chinesischen Raumfahrt war zwar auf viele Jahre kein Bedarf für einen elektrischen Antrieb abzusehen, da aber zur selben Zeit in der Sowjetunion (dem damaligen Hauptgegner Chinas) und den USA ebenfalls an Ionen- und Hallantrieben geforscht wurde, genehmigten die zuständigen Behörden Jins Antrag.
Nach theoretischen Vorarbeiten wurde 1986 schließlich ein Labormodell eines Ionentriebwerks mit Quecksilber als Stützmasse gebaut, vergleichbar den von Kaufman für die SERT-Satelliten gebauten Triebwerken. Das LIPS-80 (die Zahl steht für den Durchmesser des Ionenstrahls in Millimetern) erzeugte bei einer Leistungsaufnahme von 240 W einen Schub von 5 mN und hatte einen spezifischen Impuls von 2700 s, also fast sechsmal so viel wie ein chemisches Triebwerk.
Im Jahr 1987 wurde dem Institut hierfür der Nationale Preis für Wissenschaft und Technologie 1. Klasse (国家科技进步一等奖) verliehen.
Zu diesem Zeitpunkt war die chinesische Führung stark auf die USA fixiert, und als man sah, dass dort Ionenantriebe nicht weiter eingesetzt wurden, beschloss man angesichts begrenzter finanzieller Möglichkeiten, die diesbezügliche Forschung nicht weiter fortzusetzen. In Lanzhou war man jedoch der Ansicht, dass der elektrische Antrieb eine Zukunftsperspektive hätte. Die mit diesem Gebiet befasste Forschergruppe wurde nicht aufgelöst. Mit aus anderen Projekten umgeleiteten Mitteln wurde die Arbeit fortgesetzt und 1988–1993 das LIPS-90 entwickelt.
Quecksilber hat zwar als Treibstoff seine Vorteile (unter anderem eine hohe Atommasse), ist aber schwierig zu handhaben. Daher verwendete man nun Xenon als Stützmasse. Das LIPS-90 erzeugte bei einer Leistungsaufnahme von 450 W einen Schub von 15 mN und hatte einen spezifischen Impuls von 2900 s. Danach wurden die Arbeiten auf diesem Gebiet aus Geldmangel schließlich doch noch eingestellt.
Dann verwendete die damalige Hughes Space and Communications Company bei dem 1997 gestarteten Kommunikationssatelliten PAS 5 jedoch vier Xenon-Ionentriebwerke vom Typ XIPS-13. Das war das erste Mal, dass ein elektrischer Antrieb bei einem kommerziellen Satelliten zum Einsatz kam und erregte weltweit großes Aufsehen. Am 1. Juli 1999 fand der durch die Reform- und Öffnungspolitik bedingte Transformationsprozess der chinesischen Raumfahrt mit der Gründung der China Aerospace Science and Technology Corporation (CASC) seinen Abschluss. Die bisherige Akademie für Weltraumtechnologie wurde zur Fünften Akademie von CASC, das Physikalische Forschungsinstitut Lanzhou zum „Forschungsinstitut 510“, also dem 10. Forschungsinstitut der 5. Akademie. Gleichzeitig wurde nun am Institut 510 die Forschung an Ionentriebwerken wieder aufgenommen, ab 2000 auch an Hallantrieben.

## Geschäftsbereiche
Heute heißt das Institut 510 offiziell „Forschungsinstitut für weltraumbezogene technische Physik Lanzhou“, auf dem 20 ha großen Gelände befinden sich vier nationale Forschungseinrichtungen:
- Schwerpunktlabor für Vakuumtechnik und Physik in der Landesverteidigung (真空技术与物理国防科技重点实验室)
- Schwerpunktlabor für die Bewertung des Verhaltens von Materialien unter Weltraumbedingungen (空间环境材料行为及评价技术重点实验室)
- Vakuummesstelle ersten Grades für Wissenschaft, Technik und Industrie in der Landesverteidigung (国防科技工业真空一级计量站)
- Nationales Prüfzentrum für Tieftemperaturbehälter (国家低温容器质量监督检验中心)

Außerdem gibt es am Institut 510 noch folgende Labors:
- Gemeinsames chinesisch-italienisches Labor für elektrische Antriebe (中意电推进联合实验室)
- Zentrallabor der Fünften Akademie für elektrische Antriebstechnologie im Weltraum (五院空间电推进技术核心专业实验室)
- Zentrales Elektrovakuumlabor der Fünften Akademie für Quantenuhren (五院量子频标电真空核心实验室)
- Qualitätssicherungszentrum der Fünften Akademie für Rohmaterialien (五院原材料保证中心)[2]

Neben der Forschung fungiert das Institut 510 auch als Produktionsstätte. So werden dort zum Beispiel Pulsröhrenkühler für Anwendungen auf der Erde und im Weltraum hergestellt, Geräte zur Messung des elektrischen Potentials auf Oberflächen, Schwerkraft-Messgeräte für Experimente in der Chinesischen Raumstation oder auch Vakuumbehälter für die Rückführung von extraterrestrischen Bodenproben (Chang’e 5 etc.).
Speziell für das bemannte Raumfahrtprogramm werden unter anderem Scheinwerfer für Raumschiffe hergestellt, Radar-Responder für das Andocksystem oder auch Geräte für das rasche Aufspüren von Undichtigkeiten an Luftschleusen.
Man stellt verschiedene Gleichspannungswandler her, Drucktanks für Satelliten, Luftfahrt und militärische Raketen, außerdem befasst man sich mit diversen Formen der Oberflächenbehandlung.
Das anspruchsvollste Arbeitsgebiet des Instituts sind aber immer noch die Ionen- und Hallantriebe.
So erreichte das im Januar 2022 erstmals getestete HET-450  mit Xenon als Stützmasse bei einer Leistungsaufnahme von 105 kW eine Schubkraft von 4,6 N, mit Krypton als Stützmasse wurde ein spezifischer Impuls von 5100 s erreicht.
Anfang Januar 2023 wurde der Prototyp eines Hallantriebs mit einer elektrischen Leistungsaufnahme von 50 kW, einer Schubkraft von 2,1 N und einem spezifischen Impuls von 2980 s getestet. Dieses Modell besaß bereits eine weltraumtaugliche Stromversorgungseinheit.
Hier die für den praktischen Einsatz gedachten Modelle:
| Ionentriebwerke               | Leistungsaufnahme    | Schub               | Spezifischer Impuls | Einsatz                 |
| ----------------------------- | -------------------- | ------------------- | ------------------- | ----------------------- |
| LIPS-80                       | 240 W                | 5 mN                | 2700 s              | Labormodell             |
| LIPS-90                       | 450 W                | 15 mN               | 2900 s              | Labormodell             |
| LIPS-100 (stufenlos regelbar) | 50–650 W             | 1–15 mN             | 500–3000 s          | Labormodell             |
| LIPS-200                      | 1000 W               | 40 mN               | 3000 s              | Shijian 9A, Chinasat 16 |
| LIPS-200 (zwei Modi)          | 1000 W 1500 W        | 40 mN 60 mN         | 3000 s              | Prototyp                |
| LIPS-300 (zwei Modi)          | 2200 W 5000 W        | 80 mN 210 mN        | 4000 s              | Shijian 20              |
| LIPS-300 (drei Modi)          | 2200 W 3600 W 4800 W | 80 mN 130 mN 175 mN | 3200 s 3500 s       | Labormodell             |
| LIPS-400 (multiple Modi)      | 3000–7000 W          | 90–200 mN           | 3500–4500 s         | Labormodell             |

| Halltriebwerke      | Leistungsaufnahme | Schub         | Spezifischer Impuls | Einsatz     |
| ------------------- | ----------------- | ------------- | ------------------- | ----------- |
| LHT-35              | 250 W             | 10 mN         | 1200 s              | Labormodell |
| LHT-60 (zwei Modi)  | 1300 W            | 50 mN 80 mN   | 2600 s 1500 s       | Prototyp    |
| LHT-70              | 660 W             | 40 mN         | 1500 s              | Prototyp    |
| LHT-100             | 1350 W            | 80 mN         | 1600 s              | Shijian 17  |
| LHT-140 (zwei Modi) | 3000 W 4500 W     | 170 mN 280 mN | 1900 s 1700 s       | Labormodell |

Im Jahr 2021 hatte das Institut 1800 Mitarbeiter, Institutsleiter ist seit 2020 Wang Xiaojun (王小军, nicht zu verwechseln mit dem gleichnamigen Vorstandsvorsitzenden der Chinesischen Akademie für Trägerraketentechnologie). Seit dem 27. März 2020 baut das Institut in der Großgemeinde Lianda (连搭镇) des Kreises Yuzhong im Osten von Lanzhou mit einer Investition von 1,2 Milliarden Yuan (von der Kaufkraft her etwa 1 Milliarde Euro) auf einem Areal von 12,6 ha die „Industriebasis Lanzhou für neue Technologien in der Raumfahrt“ (兰州航天高新产业基地) mit einer Brutto-Grundfläche von 289.000 m². Zunächst wurden dort ein Prüfzentrum für elektrische Antriebe, ein Zerspanungszentrum, ein Zentrum für Oberflächenbehandlung und ein Entwicklungsgebäude errichtet.
Nach der endgültigen Inbetriebnahme der Fertigungseinrichtungen im Jahr 2025 erhofft man sich einen Jahresumsatz von 700 Millionen Yuan, wovon 120 Millionen Yuan als Steuern abgeführt würden.
Bereits am 27. Juni 2014 investierte das Institut 28 Millionen Yuan in die Lanzhou Vakuumgeräte GmbH (兰州真空设备有限责任公司) und hält dort seitdem 70 % der Anteile (die restlichen 30 % gehören der Stadt Lanzhou).
Die Vakuumgeräte GmbH ihrerseits investierte in Lianda 450 Millionen Yuan, um dort die „Fertigungsbasis Lanzhou für hochtechnologische Vakuumgeräte in der Raumfahrt“ (兰州航天高新产业真空装备制造基地) aufzubauen. Nach Fertigstellung der Fabrik will man dort 3101 Geräte pro Jahr herstellen und damit einen Umsatz von 400 Millionen Yuan erzielen.

## Lehre
Die Chinesische Akademie für Weltraumtechnologie fungiert seit ihrer Gründung 1968 auch als tatsächliche Akademie, sie hat die Berechtigung zur Verleihung von Doktortiteln. Am Institut 510 waren im Studienjahr 2021/22 14 Diplomandenbetreuer und 34 Doktorandenbetreuer tätig, neben einem Diplomstudium in Elektrotechnik wurden folgende Promotionsstudiengänge angeboten:
- Vakuumtechnik und -physik
- Oberflächenwissenschaft und -technik
- Wirkung und Kontrolle von Weltraumbedingungen
- Technik und Konstruktion von weltraumtauglichen Elektroantrieben
- Weltraumbezogene Elektrotechnik
- Atomuhrtechnologie
- Mess-, Steuerungs- und Regelungstechnik

Am Institut wird kein regulärer Ganztagesunterricht angeboten, die Studenten haben an jeweils laufenden Projekten mitzuarbeiten. Es werden keine Studiengebühren erhoben, stattdessen erhält jeder Doktorand ein Grundstipendium von 3000 Yuan pro Monat, wovon sich in Lanzhou sehr gut leben lässt. Die Studenten sind in einem Wohnheim kostenfrei untergebracht, für Kranken- und Unfallversicherung sorgt die Firma, dazu gibt es bei hilfreichen Beiträgen zu einem Projekt noch Sonderstipendien. Die Anforderungen sind hoch: neben einer zweistufigen Aufnahmeprüfung, wo auch Fremdsprachenkenntnisse geprüft werden, wird eine Befürwortung der Führungsrolle der KPCh gefordert, es werden nur gesunde Studenten aufgenommen, die sich einer Ganzkörperuntersuchung zu unterziehen haben.
Bereits seit 1966, noch vor seiner Integration in die Chinesische Akademie für Weltraumtechnologie, gab das Physikalische Forschungsinstitut Lanzhou die Zeitschrift „Vakuumtechnik“ (真空技术) heraus. Chefredakteur war Jin Jianzhong, Guo Moruo, der Präsident der Akademie der Wissenschaften, kalligrafierte den Titel. 1980 stellte die Zeitschrift ihr Erscheinen zwar zunächst ein, seit 1982 wird jedoch vom Institut auf der Basis der alten Publikation die zweimonatlich erscheinende Zeitschrift „Vakuum und Tieftemperatur“ (真空与低温, englisch Vacuum and Cryogenics) herausgegeben, zunächst nur für den internen Dienstgebrauch, ab 1995 öffentlich verkauft. Dort werden nicht nur Artikel zu Vakuum- und Kryotechnik veröffentlicht, sondern zu allen Arbeitsbereichen des Instituts, so zum Beispiel in Heft 4-2021 zu Verbesserungen am Ionentriebwerk LIPS-100.